# Satellitenlager (Lagertechnik)
Das Satellitenlager ist ein automatisches Lagersystem für die mehrfachtiefe Lagerung von Waren jeder Art mit und ohne Ladehilfsmittel. Es ist eine Untergruppe der Kompaktlager und Kanallager.
Es ist auf schwere Lasten und größere Ladeeinheiten ausgelegt. Während in Systemen mit Shuttle (Lagertechnik) häufig pro Regalebene ein autonomes kompaktes Kanalfahrzeug eingesetzt wird, das ohne Regalbediengerät die Lagerkanäle ansteuert, bei denen das Ladeieinheiten-Gewicht geringer ist, deren Zahl und deren Umschlaggeschwindigkeit entsprechend höher ist, nutzen Satellitenlager in der Regel pro Regalbediengerät nur ein Lastaufnahmemittel, den Satelliten.
Shuttle (Lagertechnik) werden daher oft für automatische Kleinteilelager eingesetzt. Die Satellitenlager lagern dagegen meist schwerere Ladeeinheiten. Sie erhöhen den Flächennutzungsgrad auf ca. 95 %, weil durch die mehrfachtiefe Lagerung in Kanälen nur wenige Bediengassen notwendig sind.
Waren werden je nach Ladehilfsmittel-Typ und Regalraster quer oder längs hintereinander, d. h., mehrfachtief in Regalkanälen auf speziell profilierte Schienen gelagert. Bei Bedarf können die Ladehilfsmittel durch den Einsatz weiterer Schienen an zusätzlichen Punkten unterstützt werden, um Ladehilfsmittel zu schonen oder z. B. Wellpappenstapel palettenlos zu lagern.
Das Regalbediengerät positioniert sich vor das angesteuerte Regalfach, das bei mehreren Lagerplätzen hintereinander einen Regalkanal bildet. Ein flaches Kanalfahrzeug, der Satellit, fährt vom Regalbediengerät aus in den Regalkanal. Dabei bewegt sich der Satellit in den Satellitenschienen, unterfährt die Waren und lagert diese durch Anheben oder Absenken ein und aus. Die Tiefe von Lagerkanälen ist technisch nicht begrenzt, wird aber u. a. je nach baulichen Bedingungen oder Lagerstrategien festgelegt.